# Emil Heuser (Bibliothekar)
Emil Heuser (* 3. April 1861 in Remscheid; † 4. Juni 1934 in Gießen) war ein deutscher Bibliothekar.

## Wirken
Emil Heuser studierte nach seiner Reifeprüfung in Elberfeld im Jahre 1880 an der Universität Marburg/L. neuere Philologien und promovierte dort 1883/1884 bei dem Romanisten Edmund Stengel. Seit 1882 war er bereits als Voluntär an der Universitätsbibliothek Marburg tätig und arbeitete dann von 1885 bis 1926 als Bibliothekar an der Universitätsbibliothek Gießen. Dort war er insbesondere für das Rechnungswesen, Statistik und den Ausleihbereich zuständig und bearbeitete in diesem Zusammenhang die Berechnungen für die Errichtung eines Neubaus der Universitätsbibliothek und den Umzug in das neue Bibliotheksgebäude im Jahre 1904. 1891 veröffentlichte er eine Arbeit zur Geschichte der Universitätsbibliothek Gießen. Im Jahre 1917 wurde ihm der Professorentitel verliehen.

## Schriften
- Ueber die Theile in die sich die Lothringer Geste zerlegen läßt. Universitätsdruckerei, Marburg 1884 (Dissertation Universität Marburg, mit eigenem Lebenslauf) (Digitalisat).
- Text des Lothringer Bruchstücks Z/5. In: Karl Krüger: Über die Stellung der Handschrift J in der Überlieferung der Geste des Loherains. Nebst zwei Anhöngen. Elwert, Marburg 1885. S. 68–89 (Digitalisat).
- Zum Jahresverzeichnis der an den deutschen Universitäten erschienenen Schriften. In: Zentralblatt für Bibliothekswesen, Bd. 5 (1888), S. 431–438.
- Über ein Gesamtverzeichnis der an den deutschen öffentlichen Bibliotheken gehaltenen Periodica. In: Zentralblatt für Bibliothekswesen, Bd. 7 (1890), S. 81–85.
- Beiträge zur Geschichte der Universitätsbibliothek Giessen (= Zentralblatt für Bibliothekswesen, Beiheft, Bd. 6). Harrassowitz, Leipzig 1891 (Reprint 1968)
- (Digitalisat).
- Fr. Thom. Chastel's Tagebuch über die kriegerischen Ereignisse in und um Gießen vom 6. Juli bis 18. September 1796. In: Mitteilungen des Oberhessischen Geschichtsvereins Gießen, N.F., Bd. 5 (1894), S. 62–84, Bd. 6 (1895), S. 25–69 und Bd. 7 (1896), S. 174–197.
- Umzug der Gießener Universitätsbibliothek im Herbst 1904. In: Zentralblatt für Bibliothekswesen, Bd. 22 (1905), S. 113–122.